# فرودگاه چو دو
فرودگاه چو دو (به انگلیسی: Ch'o do Airport) یک فرودگاه نظامی است . این فرودگاه در کشور کره شمالی قرار دارد و در ارتفاع ۰ متری از سطح دریا واقع شده‌است.